# ديفيد كيلي (لاعب كريكت)
ديفيد كيلي (29 مارس 1979 - ) (بالإنجليزية: David Kelly)‏ هو لاعب كريكت نيوزلندي.